# 创世记第38章

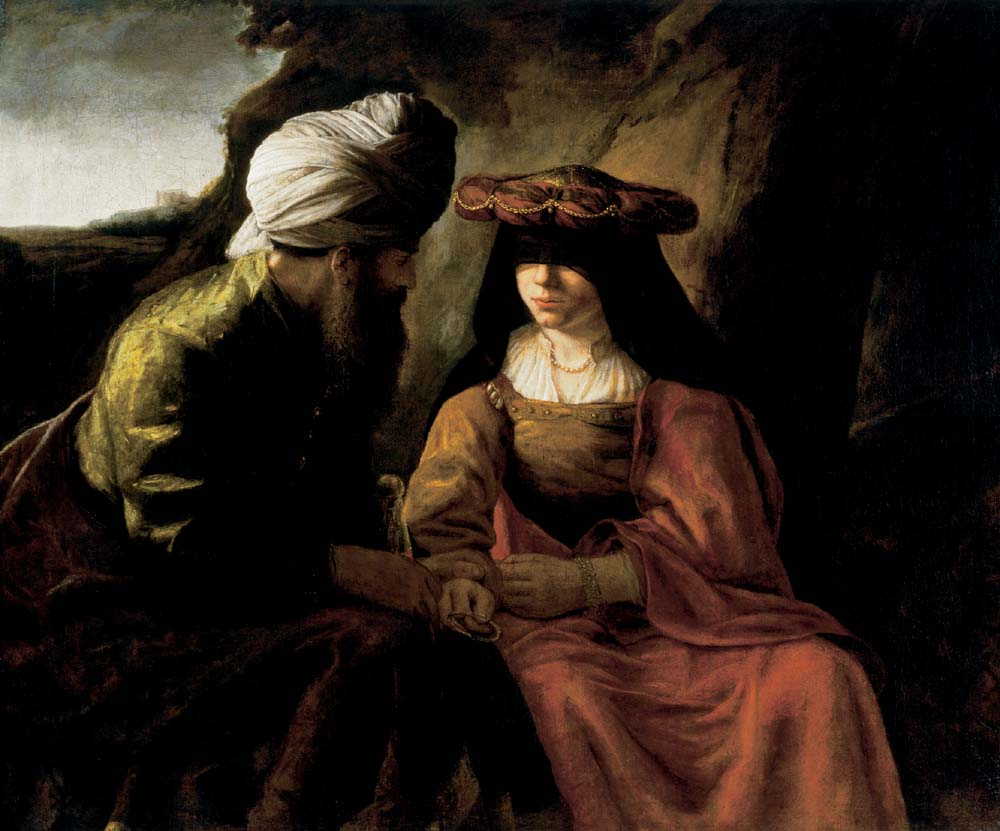
犹大和他玛

创世纪38章是《旧约圣经·创世纪》的第三十八章，共有30节。

## 内容
创世纪38章记述雅各的第四子犹大娶迦南女子、书亚的女儿为妻，共生有3个儿子：长子珥、次子俄南和第三子示拉。长子珥由于邪恶而被耶和华杀死（但是缺少进一步的详情），于是犹大要求次子俄南按风俗与嫂嫂他玛同房，以便为长子珥留下后代。接下来的叙述表明俄南并不反对性交本身，但是他不愿为哥哥生子立后，生下不属于自己的后代，于是每当同房便采取遗精在地的方法。耶和华憎恨俄南的做法，也使他死亡。这时犹大担心如果按风俗继续让第三子示拉与他玛同房，邪恶的他玛将会克死自己仅剩的一个儿子，因此暂用托词，让她先回娘家守寡，等待示拉长大，再与她同房。可是他玛发现示拉已经长大，还没有实践诺言，前来迎娶她。
根据创世纪38章的记载，犹大在自己的妻子去世之后，和朋友前往亭拿剪羊毛。他玛听到消息，就坐在往亭拿路上的伊拿印城门口，戴上面纱，假扮妓女。犹大来此招妓，由于他玛戴着面纱，他没有辨认出是自己的儿媳犹大提出付给她一只山羊羔作为代价，但是他玛要求犹大的印、带子和杖作为抵押品；他玛因为这次与公公犹大的同房而怀孕，生下孪生子法勒斯和谢拉。
三个月以后，当犹大听说他玛在娘家守寡期间充当妓女，并且怀孕的消息，便下令以淫乱罪名将她烧死，但是当他玛向他出示犹大给她的印、带子和杖，公开宣布孩子的父亲就是印、带子和杖的主人，于是犹大承认了她和孩子，并且承认他玛比自己更为公义，因为自己没有让幼子示拉迎娶他玛。

## 相关研究

### 新约圣经
他玛的举动虽然已经明显属于乱伦的范畴，但是在新约圣经中显然并未对其加以谴责，而是作为肯定的对象。例如在马太福音1章，他玛被作为耶稣的先祖，记载在耶稣的家谱中。有些解经学说认为，这是因为她重视长子名分。

### 圣经批判
圣经批判者认为，这是一个原型神话，反映了犹大支派中人口的波动；文本批判学者将文本归于Yahwist，尽管圣经学者将其当作关于部落国家不早于此。许多学者认为珥和俄南的死反映了两个部落的灭绝；“俄南”可能说明 一支以东部落称为“俄南”，在创世纪36章曾提到以东后裔；而“珥”也出现在历代志的家谱中，曾经是一个部落，后来包括在“示拉”部落中.
另一些学者则关注夫兄弟婚制度，或者将其作为这种制度起源的原型神话，因为它集锦了各种婚姻案例：为了享乐而不要孩子（俄南）、拒绝完婚（示拉）、与亡夫兄弟以外的人进行夫兄弟婚行为；